# خورينيا
خورينيا (بالإنجليزية: Chorinea) هو جنس من الفراشات ينتمي إلى فصيلة رقيات الأجنحة (Riodinidae)، ويضم أنواعًا تعيش في أمريكا الجنوبية، تتميز بأجنحتها الشفافة والمزخرفة.

## الأنواع
يضم جنس خورينيا الأنواع التالية:
- Chorinea amazon (هيل، 1929)

- Chorinea bogota (هيل، 1929)

- Chorinea batesii (هيويتسون، 1869)

- Chorinea licursis (فابريشيوس، 1775)

- Chorinea octauius (فابريشيوس، 1793)

- Chorinea sylphina (هيويتسون، 1870)

- Chorinea gladys (هيل، 1926)

- Chorinea platychloris (هيل، 1929)

## التوزيع
توجد هذه الفراشات بشكل رئيسي في المناطق الاستوائية من أمريكا الجنوبية، مثل البرازيل، بيرو، وكولومبيا، حيث تعيش في الغابات المطيرة وتُعرف بجمالها اللافت.